# Tetragnatha virescens
Tetragnatha virescens är en spindelart som beskrevs av Yutaka Okuma 1979. Tetragnatha virescens ingår i släktet sträckkäkspindlar, och familjen käkspindlar. Inga underarter finns listade i Catalogue of Life.